# حفاری شمال
حفاری شمال (به انگلیسی: North Drilling) شرکت خدمات نفتی ایرانی است، که حوزه جغرافیایی وظایف آن مربوط به میادین نفت و گاز مستقر در بخش‌های شمالی، مرکزی و جنوب غرب ایران می‌باشد و عمده فعالیت‌های آن در زمینه راه‌اندازی و مدیریت سکوهای نفتی واقع در دریای خزر و خلیج فارس است.
این شرکت در سال ۱۳۷۷ به عنوان یکی از شرکت‌های بالادستی و تابعه شرکت ملی نفت ایران تأسیس شد. شرکت حفاری شمال، از اردیبهشت ماه سال ۱۳۸۴، وارد بورس اوراق بهادار تهران شد و هم‌اکنون، سهام آن در بازار بورس تهران، دادوستد می‌شود.

## مالکان
میزان ۱۰ درصد از سهام این شرکت متعلق به گروه توسعه انرژی تدبیر، یکی از هلدینگ‌ های تخصصی زیر مجموعه گروه توسعه اقتصادی تدبیر ، متعلق به ستاد اجرایی فرمان حضرت امام است.